# STXBP6
STXBP6 (англ. Syntaxin binding protein 6) – білок, який кодується однойменним геном, розташованим у людей на 14-й хромосомі. Довжина поліпептидного ланцюга білка становить 210 амінокислот, а молекулярна маса — 23 554.
| 10         |  | 20         |  | 30         |  | 40         |  | 50         |
| ---------- |  | ---------- |  | ---------- |  | ---------- |  | ---------- |
| MSAKSAISKE |  | IFAPLDERML |  | GAVQVKRRTK |  | KKIPFLATGG |  | QGEYLTYICL |
| SVTNKKPTQA |  | SITKVKQFEG |  | STSFVRRSQW |  | MLEQLRQVNG |  | IDPNGDSAEF |
| DLLFENAFDQ |  | WVASTASEKC |  | TFFQILHHTC |  | QRYLTDRKPE |  | FINCQSKIMG |
| GNSILHSAAD |  | SVTSAVQKAS |  | QALNERGERL |  | GRAEEKTEDL |  | KNSAQQFAET |
| AHKLAMKHKC |  |            |  |            |  |            |  |            |

A: Аланін

C: Цистеїн

D: Аспарагінова кислота

E: Глутамінова кислота

F: Фенілаланін

G: Гліцин

H: Гістидин

I: Ізолейцин

K: Лізин

L: Лейцин

M: Метіонін

N: Аспарагін

P: Пролін

Q: Глутамін

R: Аргінін

S: Серин

T: Треонін

V: Валін

W: Триптофан

Задіяний у таких біологічних процесах, як ацетилювання, альтернативний сплайсинг. 
Локалізований у цитоплазмі, мембрані.